# Laconia (Indiana)
Laconia – miasto w Stanach Zjednoczonych, w stanie Indiana, w hrabstwie Harrison.